# 山本進 (政治家)
山本 進（やまもと すすむ、1966年〈昭和41年〉10月17日 - ）は、日本の政治家。東神楽町長（3期）。

## 来歴
高校教師の父と看護師の母の長男として弟子屈町で生まれる。1985年（昭和60年）3月、北海道旭川東高等学校卒業。1989年（平成元年）3月、北海道大学法学部を卒業し、同年4月に東神楽町役場に入庁する。
入庁後、企画振興課都市計画係長、総務課情報管理係長、総務企画課主幹、まちづくり推進課主幹などを歴任する。
長らく東神楽町職員として総務・企画に携わり、町長を支える立場であったが、先代の川野恵子町長と議会が対立したことや副町長が辞任したことなどを受けて、行政に対する危機感を感じ、東神楽町長選挙への出馬を決意する。
2012年（平成24年）2月、東神楽町長選挙に出馬し、現職の川野恵子を破り、初当選。
2016年（平成28年）2月、任期満了に伴う東神楽町長選挙に出馬し、無投票で再選を果たす。
2020年（令和2年）1月、任期満了に伴う東神楽町長選挙に出馬し、無投票で再選を果たす。

## 人物
- 子どもは長女と長男の2人で、妻とは高校時代からの付き合い[1]。
- 趣味は料理、パソコン操作、音楽鑑賞、映画鑑賞、落語、読書[1][2]。
- 好きな言葉は「Be ambitious」[2]。